# Remembering Phil
Pour plus de détails, voir Fiche technique et Distribution.
Remembering Phil est une comédie américaine réalisée par Brian J. Smith et sortie en 2008.

## Fiche technique
Sauf indication contraire, les informations mentionnées dans cette section peuvent être confirmées par les bases de données cinématographiques IMDb et Allociné,  présentes dans la section « Liens externes ».
- Titre original : Remembering Phil
- Réalisation : Brian J. Smith
- Scénario : Michael Katz
- Musique : Nic. Stephens
- Décors :
- Costumes : Sarah Fleming
- Photographie : Kara Stephens
- Son : Sean Skinner
- Montage : Chris Pavlica
- Production : Michael Katz et Brian J. Smith
  - Production déléguée : Robert S. Costanzo
  - Production associée : Yolanda Romersa
- Sociétés de production : Prevalent Films
- Sociétés de distribution : Pipeline MPG
- Pays de production :  États-Unis
- Langue originale : anglais
- Format : couleur
- Genre : Comédie
- Durée : 85 minutes
- Dates de sortie :
  - États-Unis : 14 août 2008 (Los Angeles)

## Distribution
- Nicholas Turturro : Phil Winters
- Christina Murphy : Debbie
- Joanne Kelly : Julia
- Steve Valentine : Miles Delaney
- Peter Dobson : Howard Nessbaum
- Dan Castellaneta : Dr Seymour
- Frank Bonner : le réceptionniste de l'hôtel
- Joe Nieves : Rex
- Mary K. DeVault : Bobbie
- Rob Rumnock : un représentant de l'aéroport
- Archie Hahn : Studio Sentry
- Dayo Ade : Officier Williams
- Olivia Taylor Dudley : la petite-amie de Susie